# William Schaefer
William Arkwell Schaefer (Cleveland, 28 februari 1918 - 20 oktober 2009) was een Amerikaans componist, muziekpedagoog en dirigent.

## Levensloop
Schaefer studeerde aan de Miami-universiteit in Oxford (Ohio), aan de Universiteit van Michigan in Ann Arbor en aan de befaamde Juilliard School of Music in New York.
Tijdens de Tweede Wereldoorlog was hij van 1942 tot 1946 militaire kapelmeester van de United States Army Band in de Zuidelijke Grote Oceaan. Van 1947 tot 1952 dirigeerde hij de Kiltie Band of the Carnegie Institute of Technology in Pittsburgh. Aansluitend werd hij docent aan de University of Southern California in Los Angeles en dirigent van het University of Southern California Thornton Wind Ensemble en van de University of Southern California Thornton Symphonic Band. Hij werkte ook als lector in de hele Verenigde Staten, in Engeland, Frankrijk en in Duitsland.
Naast een groot aantal bewerkingen van klassieke werken voor harmonieorkest, onder andere Wellingtons Sieg oder die Schlacht bei Victoria op. 91 van Ludwig van Beethoven, de Symfonie Nr. 9 van Dmitri Sjostakovitsj een suite uit Romeo et Juliet van Sergej Prokofjev, schreef hij ook een aantal eigen werken.

## Composities

### Werken voor harmonieorkest
- 1950 Andante and Scherzo
- Jeremiah Clark Suite
- Significance of Heritage: The Sound of America
- Suite Royale

### Filmmuziek
- 1966 To the Shores of Hell